# مانابودا
مانابودا (به لاتین: Manaboda) یک منطقهٔ مسکونی در سری‌لانکا است که در استان مرکزی (سری‌لانکا) واقع شده‌است.